# 突風

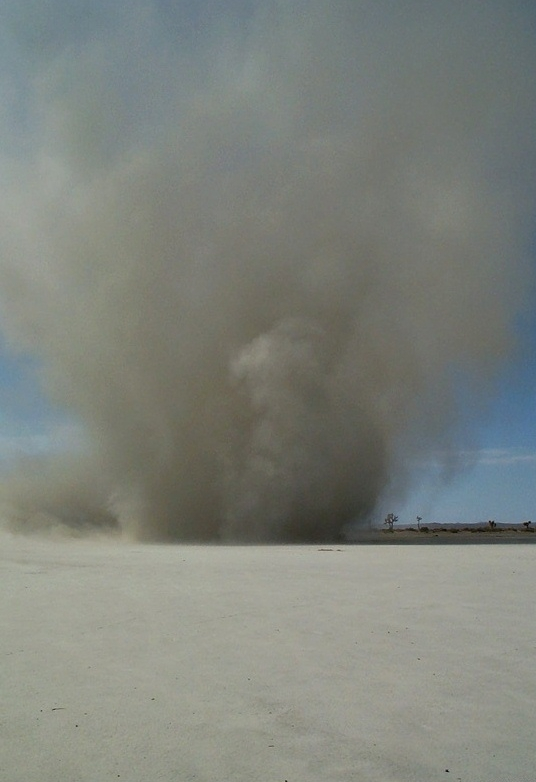
塵旋風

突風（とっぷう、英: blast, gust）は、瞬時に吹く強風。積乱雲などに伴って起こる。

## メカニズム

### 概要
風というものは、地形や建物、大気の状態など色々なものの影響を受けるため、方向と強さ（速さ）が常に変わり続けている。変わり続けている中で、特に瞬間的に強さが増したときに突風となり、被害をもたらすことがある。
建物の間、谷の間、山の頂上など、起伏や障害物の多い場所では、様々な方向から風が集まって強い風が吹く場所ができる。こういった場所では、広域的には弱い風のときでも風が強かったり、広域的にも風が強いときにはもっと激しい風が吹いたりすることがあり、突風が吹きやすい。

### 条件
突風が起こりやすい気象条件として、熱帯低気圧（台風）や勢力が強い温帯低気圧が接近しているとき、寒冷前線が接近しているとき、発達した積乱雲（メソサイクロンを伴うもの）が接近しているとき、周辺の傾圧が高まっているとき（天気図で等圧線の間隔が狭くなっているとき）などが挙げられる。
高度が高いほど風は強いため、航空機などは地上に比べて突風に遭遇しやすい。
突風は規模が非常に狭いため、集中豪雨と同様に局地現象に分類される。

### 最大瞬間風速
突風を数値で表すのに最も適しているのが、最大瞬間風速である。
日本では、気象庁は0.25秒間隔の風速（瞬間風速）から算出している。
世界気象機関は0.25秒間隔の風速の12個移動平均（3秒間平均）とすることを推奨しており、気象庁でもこのように変更する予定。
航空気象通報式においては、平均風速を10kt（約5m/s）以上上回る最大瞬間風速をGUST（ガスト）として通報している。

## 種類

### 大気の不安定によるもの（擾乱性のもの）
- 下降気流（突風性のものに限る）
  - ダウンバースト - 積雲や積乱雲から吹き出す下降気流。
    - マイクロバースト - 規模が4km未満のダウンバースト。
    - マクロバースト - 規模が4km以上のダウンバースト。
- 上昇気流（突風性のものに限る）
- 乱気流（乱流性の突風、上記を除く）
  - 山岳波（突風性のものに限る）
  - 後方乱気流
  - 晴天乱気流
- 竜巻
- 塵旋風、旋風

### 傾圧、傾温によるもの
- 颪（）（突風性のものに限る） - 山から吹き降ろす強風。地域によりさまざまな名称がある。
- 季節性の強風（突風性のものに限る） - 季節性の気圧配置の偏りによる強風。地域によりさまざまな名称がある。春一番、木枯らし、チヌーク、ボーラ、ミストラルなど。

### 地形によるもの（突風性のものに限る）
- ビル風
- 谷風